# Martin Pfeffer
Martin Pfeffer (Monaco di Baviera, 20 ottobre 1908 – Nanga Parbat, 15 giugno 1937) è stato un alpinista e architetto tedesco, abile scalatore diede l'arrampicata alle montagne classiche delle Alpi e fu un componente della spedizione alpinistica tedesca al Nanga Parbat del 1937, trovando la morte nel tentativo di arrampicarsi sulla settima vetta più alta del mondo.

## Biografia
Membro dell'Associazione Accademica Alpina Monaco di Baviera, laureato in architettura esercitò la professione a Schleißheim. Era appena sposato da pochi mesi quando partì per l'impresa dell'Himalaya. Martin Pfeffer dopo aver messo in mostra le sue qualità di scalatore sulle Alpi, non mancò alla chiamata per la spedizione alpinistica tedesca al Nanga Parbat del 1937 guidata da Karl Wien. Fu selezionato con Hans Hartmann e Günther Hepp in quanto membri del prestigioso '"Akademischer Alpenverein München"  e poiché avevano già svolto un ruolo chiave nell'organizzazione delle due precedenti spedizioni al Nanga Parbat nel 1932 e nel 1934.  Tutti i membri della spedizione appartenevano alla cerchia di amici del capo spedizione Karl Wien: Günther Hepp e Adolf Göttner erano stati con lui nella regione del Sikkim in India settentrionale nel 1936; Rupert Fankhauser dal Tirolo,  aveva stretto amicizia con lui nelle scalate più difficili del Wilder Kaiser; Peter Müllritter era stato sul Nanga Parbat già nel 1934: in quell'occasione era stato lo spettatore impotente, in alto sulla montagna, del disastro per i suoi amici; e ora sarebbe stato il fotografo ufficiale della spedizione. Il professor Karl Troll, il geografo e botanico, era stato con Wien per molti mesi negli altipiani dell'Africa orientale. Era una squadra potente e godeva del sostegno di tutta la nazione tedesca. Vienna aveva personalmente selezionato un ottimo team di sherpa l'anno precedente e gran parte dell'attrezzatura era già stata spedita. Le speranze del successo erano alte.
Martin Pfeffer morì il 15 giugno con altri sedici alpinisti, solamente Uli Luft. il fisiologo della squadra sopravvisse, travolto da una valanga di ghiaccio al campo IV sul Nanga Parbat a un'altitudine di 6.200 m. a soli 1.940 metri dalla vetta del monte.  Una piccola cornice sospesa dalla cresta orientale del Rakhiot Peak si staccò e, raccogliendo un'enorme valanga sul suo percorso lungo e relativamente pianeggiante, si diressero direttamente al campo IV, seppellendo gli uomini lì mentre dormivano nelle tende. Fu una delle tragedie più grandi nella storia degli ottomila. Pfeffer tenne un diario della spedizione che poi fu rinvenuto e recuperato dai soccorritori e consentì di ricostruire gli avvenimenti di quei giorni.

## Carriera alpinistica
Pfeffer cominciò a scalare le pareti classiche delle Alpi, come la parete sud della Marmolada, tra l'altro con una salita diretta dalla Forcella Ombretta, dove la famosa guida Domenico Zandonell dovette tornare indietro senza successo, la via Sassolungo-Pichl, la parete sud dell'Hohe Geif alla sua terza salita, la cresta della Val di Roda alla sua sesta salita e la parete nord della Pala di San Martino alla sua seconda salita, la parete nord del Laliderer e la parete sud del Shusselkar. Oltre a queste e molte altre spedizione estive, mostrò una particolare predilezione per le ascensioni invernali, tra le quali realizzò numerose prime ascensioni degne di nota come la Lanzinser Rothelspitze, lo Tschigat, il Predigtsuhl e altre.
Secondo Paul Bauer  la sua forza motrice non fu l'ambizione esteriore del successo ma il desiderio di una degna prova di prestazione e un'innata vocazione alpinistica. Una dimostrazione delle sue capacità alpinistiche fu la prima scalata della parete del Campanile di Lastei alto nella Pala e la prima salita singolare e continua della cresta principale del Kawendel, dove fu il primo a scalare la cresta est del Kuhkarlspitze.
- 1929 prima salita del Campanile Alto Lastei-versante ovest "Pfeffer-Kamp", VI-/A0,330 HM, 2.830 m, (Pala, Dolomiti);
- 1929 prima salita invernale dell'Erenspitze, 2.756 m, (Gruppo di Tessa, Alpi Venoste)
- 1929 prima salita del Kühkarlspitze-cresta est, 2.465 m, (Monti del Karwendel);
- 1929 prima salita del Sonnjoch-cresta sud-est, 2.457 m, (Monti del Karwendel);
- 1929 prima salita del Plattenspitze Occidentale-parete sud, 2.493 m, (Alpi dell'Allgäu);
- 1929 prima salita del Eastern Plattenspitze - diretta nel versante sud, 2.489 m, (Alpi di Allgäu);
- 1930 salita a Fleischbank - versante sud "Wießner -Rossi", V+, 270 hm, 2.187 m, (Wilder Kaiser);
- 1931 salita a Schüsselkarspitze - versante sud " Schaufelspitze - Southwest Edge, 2.306 m, (monti Karwendel);
- 1932 tentativo di salita al monte Civetta - versante nord ovest "Solleder", VI, 1000 HM, 3218m, (Civetta, Dolomiti);
- 1933 prima salita al Kaserjochspitze - versante nord " Arkopf - North Face, IV, 2.355 m, (Wetterstein);
- 1933 salita al Laliderspitze - parete nord, 2.583 m, (Karwendel), salita al Wiesbachhorn - parete nord-ovest, ghiaccio 50°-55°, 400 HM, 3.564 m, (Alti Tauri); salita al monte Bianco - fianco Brenva "Sentinelle Rouge", III, fino a 55°, 1300 HM, 4.810 m, (zona monte Bianco)[4]; prima salita al Vogelkarspitze - parete nord, 2.522m, (Karwendel);
- 1937 Partecipante alla spedizione Nanga Parbat[1][2].